# Nagy Ilona (pártmunkás)
Nagy Ilona (szül. Klein, Olaszliszka, 1924. január 21. – Racsa környéke, 1944. április 17.) pártmunkás, partizán.

## Élete
16 évesen lett a Ruházati Munkások Szakszervezetének tagja, hol termete miatt kezdték el Nagynak hívni, hogy megkülönböztessék a szakszervezet többi Ilonájától. A második világháború alatt több társával elhatározta, hogy Jugoszláviába szökik, s partizánként harcol a németek ellen. A párttól is megkapták az engedélyt, s 1944. január 31-én elindultak. A fruskagorai partizántáborban katonai kiképzést kapott, ezután csoportját a Boszut folyó melletti Racsa községbe vezényelték, ahol a sebesült partizánokat kellett kötözőhelyre szállítaniuk. Fegyveres akcióban először a Majevics-hegységben vett részt. Alakulatának később egy nagyobb német egységet kellett megtámadnia: a háromfős előőrs tagjaként több száz méterrel a partizáncsoport előtt haladt, amikor egyszer csak rájuk lőttek. Nagynak vállát és bokáját találták el, így nem tudott elmenekülni, s a németek meggyilkolták.